# クレイグ・グッドウィン
クレイグ・アレクサンダー・グッドウィン（英語: Craig Alexander Goodwin、1991年12月16日 - ）は、オーストラリア・アデレード出身のサッカー選手。サウジ・プロ・リーグ・アル・ワフダ所属。オーストラリア代表。ポジションはDFもしくはFW。

## 経歴

### クラブ
ムンノ・パラ・シティFCでサッカーを始め、アデレード・クロアチア・レイダースSCで選手となった。その後オークライ・キャノンズSCに在籍した。
2011年9月2日にメルボルン・ハートFCに加入。当初はユースチーム要員であったが、19節のメルボルン・ダービーでトップチーム初出場、この試合でマン・オブ・ザ・マッチに輝いた。
2012年5月7日にニューカッスル・ユナイテッド・ジェッツFCに2年契約で移籍。精確なクロスでエミール・ヘスキーやライアン・グリフィスの得点をアシストした。10月13日には移籍後初得点を記録した。翌年4月8日にはプレミアリーグのレディングFCのトライアルに2週間参加したが契約はならなかった。
2014年9月7日にアデレード・ユナイテッドFCに加入。
2016年5月5日にエールディヴィジのスパルタ・ロッテルダムに完全移籍。8月7日にイバン・カレロに代わって途中出場し移籍後初出場。翌週に移籍後初得点を記録した。2018年5月1日、出場機会に乏しかったため双方合意で契約解除した。
同月25日に3年契約でアデレード・ユナイテッドに復帰。10月30日のFFAカップ決勝では2得点を記録し、優勝の立役者となった。
2019年7月15日にサウジ・プロフェッショナルリーグのアル・ワフダ・メッカに推定45万ドルで移籍。17日にtwitterを通じて2年契約が公式に発表された。しかしその後監督交代とクラブの補強の影響を受け、契約を1年更新した上でアブハー・クラブに期限付き移籍。しかし居住環境に馴染めず2021年2月に期限付き移籍が解除された。
その後アデレード・ユナイテッドに期限付き移籍の形で再復帰した。2021-22シーズンも期限付き移籍が延長された。

### 代表
2012年3月7日にロンドンオリンピックアジア予選のメンバーに招集された。
2013年7月26日のEAFF東アジアカップ2013・日本代表戦で代表初出場。同大会の中国代表戦ではスターティングメンバーに選出された。

## 代表歴

### 出場大会
- オーストラリア代表
  - 2022 FIFAワールドカップ

### 試合数
- 国際Aマッチ 20試合 2得点（2013年-）[22]

| オーストラリア代表 | 国際Aマッチ | 国際Aマッチ |
| 年                 | 出場        | 得点        |
| ------------------ | ----------- | ----------- |
| 2013               | 2           | 0           |
| 2014               | 0           | 0           |
| 2015               | 0           | 0           |
| 2016               | 1           | 0           |
| 2017               | 0           | 0           |
| 2018               | 0           | 0           |
| 2019               | 2           | 0           |
| 2020               | 0           | 0           |
| 2021               | 0           | 0           |
| 2022               | 9           | 2           |
| 2023               | 6           | 0           |
| 2024               |             |             |
| 通算               | 20          | 2           |